# Сахрана патријарха српског Павла
Сахрана патријарха српског Павла је била 19. новембра 2009. године.
Патријарх српски Павле је преминуо у Београду на Војномедицинској академији послије дуже болести, у недјељу 15. новембра 2009. године око 10.45 часова. Рано тог јутра причестио га је тадашњи јеромонах Методије, а патријарх је касније умро у сну. Влада Србије је поводом његове смрти прогласила тродневну жалост у Србији (16, 17 и 18. новембар 2009), а дан сахране 19. новембар био је дан жалости у Београду, Републици Српској и у дистрикту Брчко. Од недјеље 15. новембра до четвртка 19. новембра тијело патријарха Павла налазило се у Саборној цркви гдје су непрестано читане молитве и гдје су вјерници долазили да му одају почаст. У недељу 15. новембра око 22 сата колона испред Саборне цркве била је дужа од километра, слично је било и наредних дана када се ред испред Саборне цркве простирао улицом краља Петра и кнез Михаиловом, до палате „Албанија“.
Патријарх је, према сопственој жељи израженој у тестаменту, сахрањен у манастиру Раковица. Датум сахране био је четвртак 19. новембар 2009. године. Тог дана заупокојена литургија била је у Саборној цркви са почетком у 7 сати и 30 минута и служили су је патријарх цариградски Вартоломеј и чувар патријаршијског трона митрополит Амфилохије заједно са осталим владикама и свештеницима. Посијле тога литија са патријарховим тијелом је кренула према храму Светог Саве гдје је одржано опело у 11 сати. Према процјени полиције у литији и на опелу било је присутно око 600.000 људи. Осим патријарха Вартоломеја и митрополита Амфилохија, присутнима на опелу се обратио и предсједник Србије Борис Тадић. Био је присутан већи број црквених поглавара и делегација, а од православних поглавара осим васељенског патријарха били су: румунски патријарх Данило, албански архиепископ Анастасије, чешки и словачки Христифор, умјесто руског патријарха Кирила дошла је делегација на челу са митрополитом минским Филаретом, а био је присутан и архиепископ непризнате Македонске православне цркве — Охридске архиепископије, Стефан. Послије опела поворка је кренула према манастиру Раковица гдје је патријарх сахрањен око 13.50 часова, у манастирском дворишту поред патријарха Димитрија. Радио телевизија Србије је четири и по сата директно преносила литургију, литију и опело на свом првом програму. Сахрана у манастиру Раковица била је без присуства камера, пред око тисућу људи, којима се обратио митрополит мински Филарет. Патријархова жеља је била да се на сахрану не доносе вијенци, него да се умјесто тога да прилог за изградњу храма Светог Саве.
На опелу је митрополит Амфилохије цитирао његове ријечи: Кад се човек роди, цео свет се радује, а само он плаче. Али, треба да живи тако да, кад умре, цео свет плаче, а само он се радује.
Патријарх је волио љето и говорио би да би дао све зиме свога живота за једно љето. Дан његове сахране је, иако у новембру, био веома сунчан и топал за тај дио године, што су неки вјерници тумачили као благодат и потврду његове светости пред Богом.
| „                                            | У духовном животу, као што то бива и у телесном, треба се држати начела поступности — ићи постепено, налагати лакше, па кад се олакша теже подвиге и обавезе. Чинити то онако како указује Апостол Павле, који вели да почетнике треба хранити блажом храном, а кад узрасту и ојачају, онда тврдом. Тако дакле, треба поступати и у молитвеном правилу — почети са малим, а кад се оно утврди и пређе у навику, онда додати још мало и тако редом док се не дође до потпуног одређеног за одрасле. | ” |
| — Патријарх Павле, цитирајући Апостола Павла | |   |

## Галерија
- Ред поштовалаца патријарха, 16. новембар 2009.
- Tрг Републике у Београду и почетак Кнез Михаилове улице. Људи су у реду сатима стрпљиво чекали да стигну до Саборне цркве, 18. новембар 2009.
- Ред у дијелу Кнез Михаилове улице, 18. новембар 2009.
- Код Саборне цркве, 18. новембар 2009.
- На дан сахране испред Саборне цркве, 19. новембар 2009.
- Шпалир код Саборне цркве
- Поклопац мртвачког сандука патријарха Павла наслоњен на зграду Патријаршије
- Католички црквени великодостојници испред храма светог Саве
- Исламске вјерске вође
- Народ испред храма, код Народне библиотеке
- Дио народа испред храма светог Саве
- Опход око храма
- Сахрана у манастиру Раковица, 19. новембра 2009.
- Гроб Патријарха Павла у манастиру Раковица